# 科尔多瓦新镇
科尔多瓦新镇，是西班牙安达卢西亚自治区科尔多瓦省的一个市镇。总面积430平方公里，总人口9781人（2001年），人口密度23人/平方公里。